# Riccardo Miniggio
Riccardo Miniggio, meglio conosciuto come Ric (Torino, 31 dicembre 1935), è un comico, cabarettista e attore italiano.
Il suo nome è legato soprattutto al duo comico Ric e Gian, che fu attivo principalmente nel periodo 1962-1987.

## Biografia
La sua infanzia trascorse nel quartiere torinese di San Donato (con la famiglia in via Cibrario); alla fine degli anni cinquanta poi, iniziò a frequentare l'Ideal, un teatro di rivista situato nei pressi di piazza Statuto, che anni dopo diventerà uno storico cinema cittadino; qui, iniziò ad esibirsi come ballerino (fu infatti anche ballerino acrobatico di rock'n'roll) e come imitatore di Jerry Lewis, conoscendo molti attori che lì si esibirono con i loro spettacoli, ed entrando nella compagnia di Erminio Macario.
Nel 1962, durante uno spettacolo come ballerino fantasista al teatro Maffei di Via Principe Tommaso a Torino, conobbe un giovane Gian Fabio Bosco, un attore cresciuto a Genova, reduce prima da recitazioni teatrali con sua madre, Anna Caroli e suo padre Sergio Bosco (in arte Sergio Fosco), nella compagnia di Gilberto Govi, poi, da solo, in quella di Gino Bramieri e, in quel periodo, con quella di Mario Ferrero. Ne nacque un'amicizia e un sodalizio artistico Il duo cominciò a recitare in esibizioni comiche prima nei locali di Torino e Genova, poi, man mano in altre città, con il soprannome di "Jerry e Fabio". Qualche anno più tardi, cambieranno il nome del duo in Ric e Gian, raggiungendo i maggiori successi professionali. Nel 1966 saranno chiamati a girare la loro prima pellicola, Ischia operazione amore. Nello stesso periodo, Ric si trasferì prima a Milano, poi a Busto Arsizio.
Tuttavia, nel 1987 il duo Ric e Gian si sciolse e, per anni, i due attori continuarono a lavorare separatamente. Dal 28 settembre 1992 al 26 febbraio 1994, Ric presentò la trasmissione televisiva Striscia la notizia. Partecipò al programma Notte italiana durante la stagione 1994-1995, al fianco di Carmen Russo ed Augusto Martelli (132 puntate andate in onda su Italia 7). Nel 1997 poi, Ric recitò al fianco di Sandra Mondaini e Raimondo Vianello nel film Un matrimonio e un funerale della serie tv I misteri di Cascina Vianello. Nel 2002 tornò a recitare insieme a Gian, per poi separarsi definitivamente nel 2006, quattro anni prima della morte di Gian. Il 6 novembre 2010 Ric apparve in una puntata di Striscia la notizia su Canale 5, al fianco di Greggio e Iacchetti. Nel cinema interpretò la parte di un ballerino di Tango nel film Notte prima degli esami e infine recitò in Box Office 3D, prodotto e girato da Ezio Greggio.

## Filmografia

### Cinema
- Ischia operazione amore, regia di Vittorio Sala (1966)
- Ric e Gian alla conquista del West, regia di Osvaldo Civirani (1967)
- Lisa dagli occhi blu, regia di Bruno Corbucci (1969)
- Quelli belli... siamo noi, regia di Giorgio Mariuzzo (1970)
- Sesso in testa, regia di Sergio Ammirata (1974)
- Il medico... la studentessa, regia di Silvio Amadio (1976)
- Kakkientruppen, regia di Marino Girolami (1977)
- Svitati, regia di Ezio Greggio (1999)
- Notte prima degli esami, regia di Fausto Brizzi (2006)
- A Natale mi sposo, regia di Paolo Costella (2010)
- Box Office 3D - Il film dei film, regia di Ezio Greggio (2011)

### Televisione
- Quello della porta accanto, regia di Stefano De Stefani – miniserie TV (1975)
- I misteri di Cascina Vianello , regia di Gianfrancesco Lazotti – miniserie TV, primo episodio (1997)
- Anni '50, regia di Carlo Vanzina – miniserie TV, quarto episodio (1998)
- Casa dolce casa stagione 1 ep. 11 e 12

## Discografia

### 33 giri
- 1969 - Il giro del mondo in 45 giri (Fonit Cetra, SPA 17)
- 1970 - Sensational Sanremo story, ovvero Come conquistammo Sanremo (Fonit Cetra)
- 1978 - Supermascanzoni (CCRC)

### 45 giri
- 1968 - Oh Carola/A quindici anni (Ri-Fi)
- 1970 - Oh là là bum l'amore/La mamma è sempre la mamma (Fonit Cetra, JBF 610)
- 1973 - Il madrino/È solo un gioco (Fonit Cetra)
- 1978 - Il lampadario/Crapa pelada, scimmia stonata (CCRC, 4300)
- 1979 - Come un toro nell'arena/L'amour (CCRC, 4301)

### CD
- 1996 - Come un toro nell'arena - Grandi successi